# Frederik Madsen
Frederik Rodenberg Madsen (Værløse, 22 de enero de 1998) es un deportista danés que compite en ciclismo en las modalidades de pista, especialista en la prueba de persecución por equipos, y ruta.
Participó en dos Juegos Olímpicos de Verano, obteniendo dos medallas en la prueba de persecución por equipos, bronce en Río de Janeiro 2016 (junto con Lasse Norman Hansen, Niklas Larsen y Casper von Folsach), y plata en Tokio 2020 (con Lasse Norman Hansen, Niklas Larsen y Rasmus Pedersen).
Ganó cinco medallas en el Campeonato Mundial de Ciclismo en Pista entre los años 2016 y 2024, y dos medallas en el Campeonato Europeo de Ciclismo en Pista, en los años 2019 y 2024.

## Medallero internacional
| Juegos Olímpicos   | Juegos Olímpicos         | Juegos Olímpicos  | Juegos Olímpicos        |
| Año                | Lugar                    | Medalla           | Competición             |
| ------------------ | ------------------------ | ----------------- | ----------------------- |
| 2016               | Río de Janeiro (Brasil)  | Medalla de bronce | Persecución por equipos |
| 2020               | Tokio (Japón)            | Medalla de plata  | Persecución por equipos |
| Campeonato Mundial |                          |                   |                         |
| Año                | Lugar                    | Medalla           | Competición             |
| 2016               | Londres (Reino Unido)    | Medalla de bronce | Persecución por equipos |
| 2018               | Apeldoorn (Países Bajos) | Medalla de plata  | Persecución por equipos |
| 2020               | Berlín (Alemania)        | Medalla de oro    | Persecución por equipos |
| 2023               | Glasgow (Reino Unido)    | Medalla de oro    | Persecución por equipos |
| 2024               | Ballerup (Dinamarca)     | Medalla de oro    | Persecución por equipos |
| Campeonato Europeo |                          |                   |                         |
| Año                | Lugar                    | Medalla           | Competición             |
| 2019               | Apeldoorn (Países Bajos) | Medalla de oro    | Persecución por equipos |
| 2024               | Apeldoorn (Países Bajos) | Medalla de plata  | Persecución por equipos |

1. 1 2  Compitió en la ronda de clasificación.

## Palmarés
2017
- 1 etapa de la París-Arrás Tour

2019
- Gran Premio de Fráncfort sub-23
- Skive-Løbet

2020
- 1 etapa del Bałtyk-Karkonosze Tour

## Equipos
- Team Giant-Castelli (2017)
- Team ColoQuick (2018-2019)
- Uno-X (2020-2021)
  - Uno-X Norwegian Development Team (2020)
  - Uno-X Pro Cycling Team (2020-2021)
- DSM (2022-2023)
  - Team DSM (2022-2023)
  - Team dsm-firmenich (2023)
- CO:PLAY-Giant Store (2024)